# Medalla del Servei al Cos Femení de l'Exèrcit
La Medalla del Servei del Cos Femení de l'Exèrcit (anglès: Women's Army Corps Service Medal) va ser una condecoració militar de l'Exèrcit dels Estats Units.

## Història
La Medalla del Servei del Cos Femení de l'Exèrcit va ser creada el 29 de juliol de 1943 per l'Ordre Executiva 9365 emesa pel president Franklin Roosevelt. La medalla tenia com a objectiu reconèixer el servei de les dones a l'exèrcit durant la Segona Guerra Mundial. El perfil que apareix a la medalla és el de la deessa Pal·las Atena; el mateix perfil es va utilitzar per a la insígnia de la branca del Cos Femení de l'Exèrcit.
La Medalla del Servei del Cos d'Exèrcit Femení va ser atorgada a qualsevol membre del servei del Cos Auxiliar Femení de l'Exèrcit entre el 10 de juliol de 1942 i el 31 d'agost de 1943, o del Cos Femení de l'Exèrcit entre l'1 de setembre de 1943 i el 2 de setembre de 1945. La medalla es va atorgar una sola vegada i no hi ha dispositius autoritzats per a presentacions addicionals. La medalla es classificava per ordre de precedència per sota de la Medalla del Servei de Defensa Americana i per sobre de la Medalla de la Campanya Americana.
La Medalla del Servei del Cos de l'Exèrcit Femení es considera obsoleta, ja que l'Exèrcit dels Estats Units és un servei combinat i ja no manté cap cos de servei separat per a dones, tot i que encara la poden portar les que hi van servir.

## Disseny
Una medalla de bronze, de 11/4 polzades (6,985 cm) de diàmetre, amb el perfil de Pal·las Atena mirant a la dreta, sobreimpressionada sobre una creu formada per una espasa amb fulles de roure i una branca de palma, dins d'un cercle compost per les paraules "WOMEN'S" a la meitat superior i "ARMY CORPS" ("Cos Femení de l'Exèrcit") a la meitat inferior.  Al revers, dins d'una disposició de 13 estrelles, hi ha un pergamí amb les paraules "FOR SERVICE IN THE WOMEN'S ARMY AUXILIARY CORPS" ("Pel servei al Cos Auxiliar Femení de l'Exèrcit") davant de les lletres "U S" en baix relleu. Al revers, dins d'una A la part superior i posada sobre el pergamí hi ha una àguila amb les ales aixecades i desplegades i, a la part inferior, la data "1942-1943".
La medalla penja d'una cinta de 13/8 polzades (4,12 cm) d'amplada i consta de les següents franges: 1/8 de polzada (0,31 cm)  Or Vell 67105; 11/8 de polzada (3,49 cm) Verd Mosstone 67127; i 1/8 (0,31 cm) de polzada Or Vell.